# Hennequin de Bruges
Hennqeuin de Bruges (Jan Bondol in fiammingo) o Jean de Bruges o Jean de Bondol o ancora Jean de Bandol (Bruges, 1340 – 1400) è stato un pittore e miniatore fiammingo.

## Biografia
È stato il pittore fiammingo più celebre della scuola di Bruges del suo tempo.
Dal 1368 entrò a far parte della schiera di pittori della corte reale e diventò ben presto il pittore preferito dal re Carlo V di Francia, assumendo i titoli dapprima di "Regis de pictor" e poi di "Peintre de la reine".
Fu un precursore per lo svolgimento, l'approfondimento, l'espansione di un particolare stile caratterizzato dalla saldatura del grafismo gotico con i colorismi fiamminghi e italiani, che la corte francese promosse in quegli anni.
Effettuò una lunga serie di dipinti e affreschi nelle sale delle dimore reali oltre ad un ciclo di ritratti di personaggi di corte.
Hennequin de Bruges ricevette come stipendio annuale circa 200 livres e si garantì una pensione vitalizio sotto il regno di Carlo V di Francia.
Hennequin de Bruges inoltre si specializzò come uno dei miniaturisti più raffinati del suo tempo; tutto il suo lavoro di miniaturista per il re, per l'aristocrazia e le personalità di corte, è perduto tranne un ritratto di Carlo V inserito in un manoscritto della Bible historiale di Guiart des Moulins, donato a Carlo V, nel quale l'artista si firmò Joahannes de Brugis, ora in una collezione privata all'Aia. Nella miniatura, Carlo V è raffigurato seduto sul trono mentre Jean de Vaudetar gli consegna la preziosa Bible historiale. L'opera si caratterizzò per l'eleganza dello sfondo e dei personaggi, per la cura dei dettagli e per la grande espressività dei protagonisti.
- Nel 1372 decorò le miniature della Bibbia avente la raffigurazione del ritratto di Carlo V.
- Nel 1376, compose i cartoni della famosa Tapisserie de l'Apocalypse, commissionata da Luigi d'Angio, fratello del re, realizzata dall'artista-artigiano parigino Nicolas Bataille per la cattedrale d'Angers. Fu un'opera caratterizzata dalla grande fantasia e da un grafismo gotico-fiammingo.[4]